# Kaczmary (rejon mościski)
Kaczmary (ukr. Качмарі) – wieś na Ukrainie, w rejonie jaworowskim (do 2020 roku w rejonie mościskim) obwodu lwowskiego.

## Historia
Dawniej przysiółek wsi Sokola w powiecie mościskim.